# Соња Барјактаровић
Соња Барјактаровић (11. септембар 1986, Иванград) је голман рукометне репрезентације Црне Горе. У богатој каријери освојила је много титула са РК Будућност из Подгорице. Најбољи је голман у историји црногорског рукомета. Освојила је на ОИ у Лондону 2012, сребрну медаљу са репрезентацијом Црне Горе.
У децембру 2012. са репрезентацијом Црне Горе освојила је златну медаљу на Европском првенству за рукометашице које је играно у Србији.

## Клупска каријера
Соња Барјактаровић је започела своју каријеру у РК Беране. Од сезоне 2005/06. прелази у Будућност са којим је освојила сва национална првенства и купове. Такође осваја три пута регионалну лигу, два Купа победника купова, као и Лигу Шампиона. У сезони 2012-13 Соња прелази у руску лигу. Постаје члан клуба Ростов-Дон.

## Клупски Трофеји
- Лига Шампиона (1): 2011/12 .

- Куп победника купова (2): 2005/2006, 2009/2010.

- Женска регионална лига (3): 2009/2010, 2010/2011, 2011/12.

- Црногорско првенство (6): 2006/2007, 2007/2008, 2008/2009, 2009/2010, 2010/11, 2011/12.

- Црногорски куп (6): 2006/2007, 2007/2008, 2008/2009, 2009/2010, 2010/11, 2011/12.
- Руски куп(1): 2012/13

## Репрезентативна каријера
Од обнављања независности Црне Горе, 2006. године и формирања репрезентације постаје од првог дана стандардни голман. Учествовала је на Европском првенству 2010 и 2012 Светском првенству 2011. као и на Олимпијским играма 2012. у Лондону. Исте године у децембру је са репрезентацијом на европском првенству освојила златну медаљу.